# Iampol
Iampol (în ucraineană Ямпіль, transliterat: Iampil, în poloneză Jampol) este orașul raional de reședință al raionului Iampil din regiunea Vinnița, Ucraina. În afara localității principale, nu cuprinde și alte sate.

## Istoric
Uniunea statală polono-lituaniană 1600–1672

 Imperiul Otoman 1672–1699

 Uniunea statală polono-lituaniană 1699–1793

 Imperiul Rus 1793–1917

 RSS Ucraineană 1920–1922

 Uniunea Sovietică 1922–1941

 Regatul României (Transnistria) 1941–1944

 Uniunea Sovietică 1944–1991

 Ucraina 1991–prezent 
Între anii 1941 și 1944, orașul Iampol a fost sediul județului relativ efemer Jugastru din Guvernământul Transnistriei.

## Demografie
Componența lingvistică a orașului Iampol
     Ucraineană (96,07%)
     Rusă (3,1%)
     Alte limbi (0,7%)
Conform recensământului din 2001, majoritatea populației orașului Iampol era vorbitoare de ucraineană (96,07%), existând în minoritate și vorbitori de rusă (3,1%).